# Viešvilė (okres Jurbarkas)
Viešvilė je malé město a sídlo seniorátu Viešvilė v okrese Jurbarkas v Litvě. Leží na pravém břehu Němenu (Nemunas) u litevsko-ruské hranice v Tauragėském kraji v nížině Karšuvos žemuma. Městem vede silnice 141 Kaunas–Jurbarkas–Šilutė–Klaipėda.

## Historie
První písemná zmínka o místě pochází z roku 1385. V 18. a 19. století se z Viešvilě stalo město, které se stalo průmyslovým centrem oblasti. Od roku 1902 zde byla provozována úzkokolejná železnice. Za sovětské éry zde byly v lesích rozmístěny sovětské strategické rakety s jadernými hlavicemi.

## Vodstvo a příroda
Vodstvo Viešvilė patří do povodí Němenu v úmoří Baltského moře. Největšími vodními toky na území města jsou Nemunas a říčka Viešvilė jejíž většina toku leží v chráněné oblasti mokřadů a meandrů Viešvilės valstybinis gamtinis rezervatas (Státní přírodní rezervace Viešvilė).

## Další informace
- Naučná stezka Karšuvos girios pažintinės gamtinės ekskursijos takas[4][5]
- Viešvilės žuvitakis – rybí přechod na řece Viešvilė[2]
- Budova soudu, kostel, školy, pošta a fotbalový stadion.[6]

V seniorátu Viešvilė leží také vesnice Viešvilė.

## Galerie

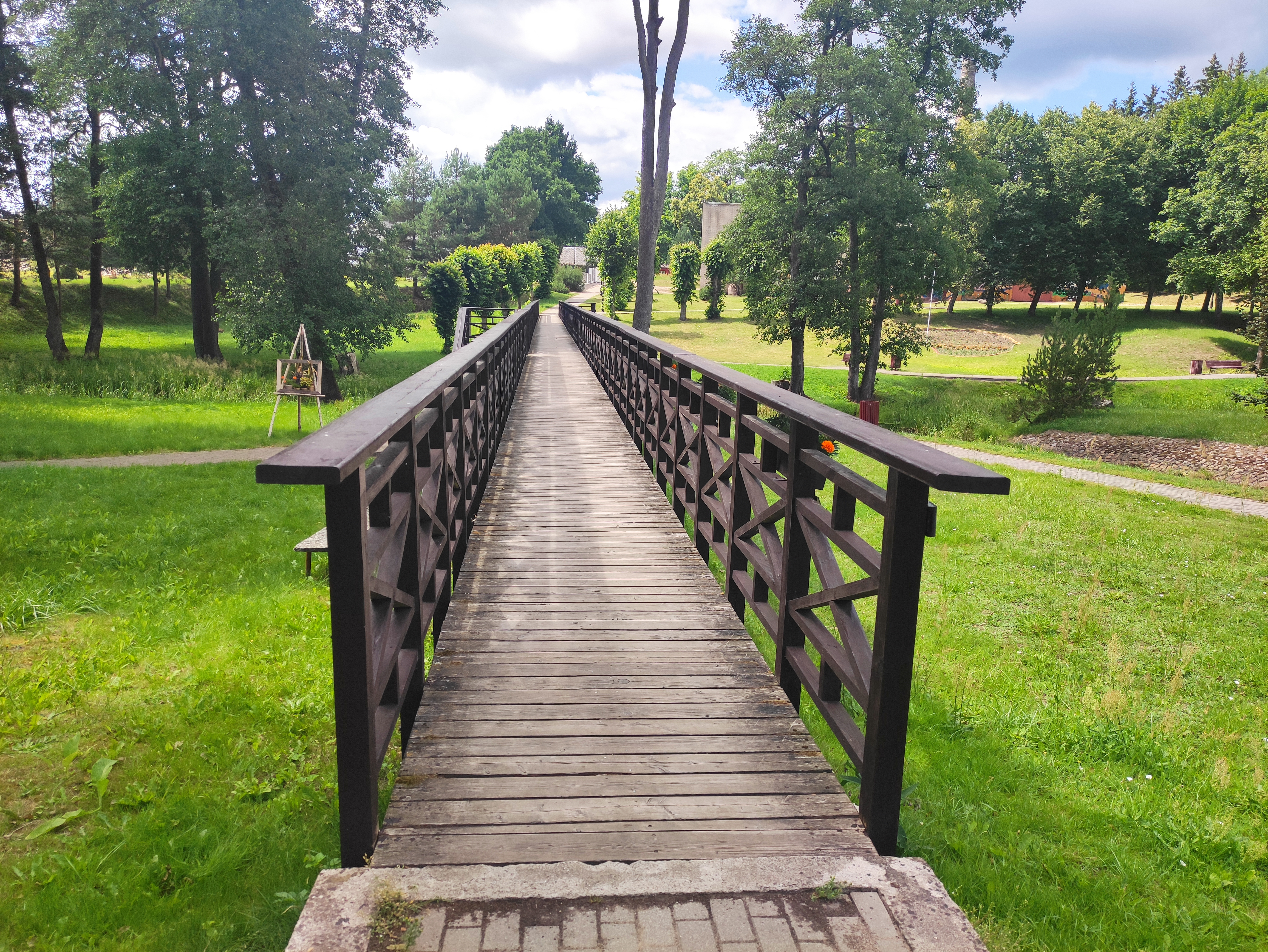
Lávka pro pěší
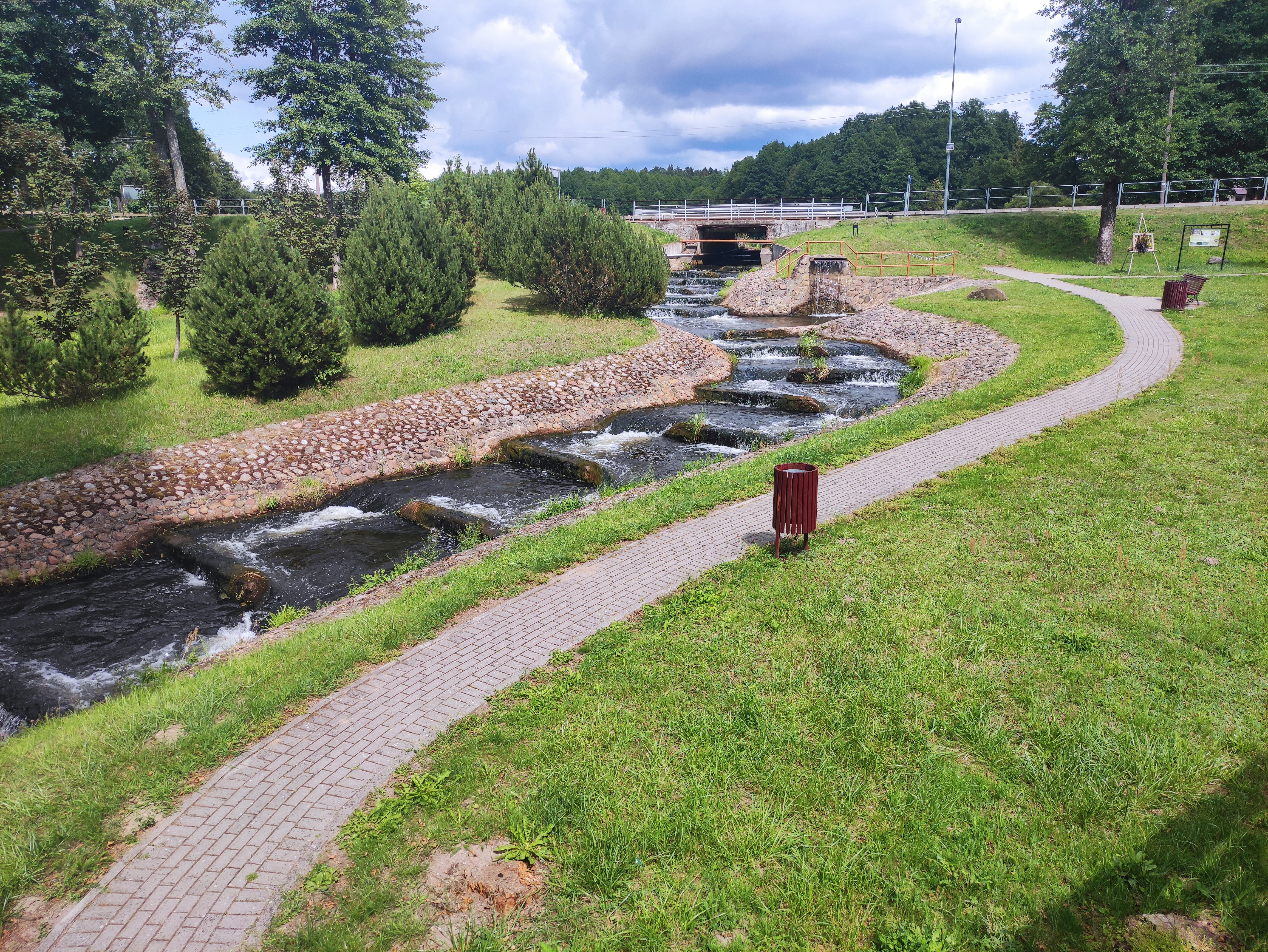
Rybí přechod
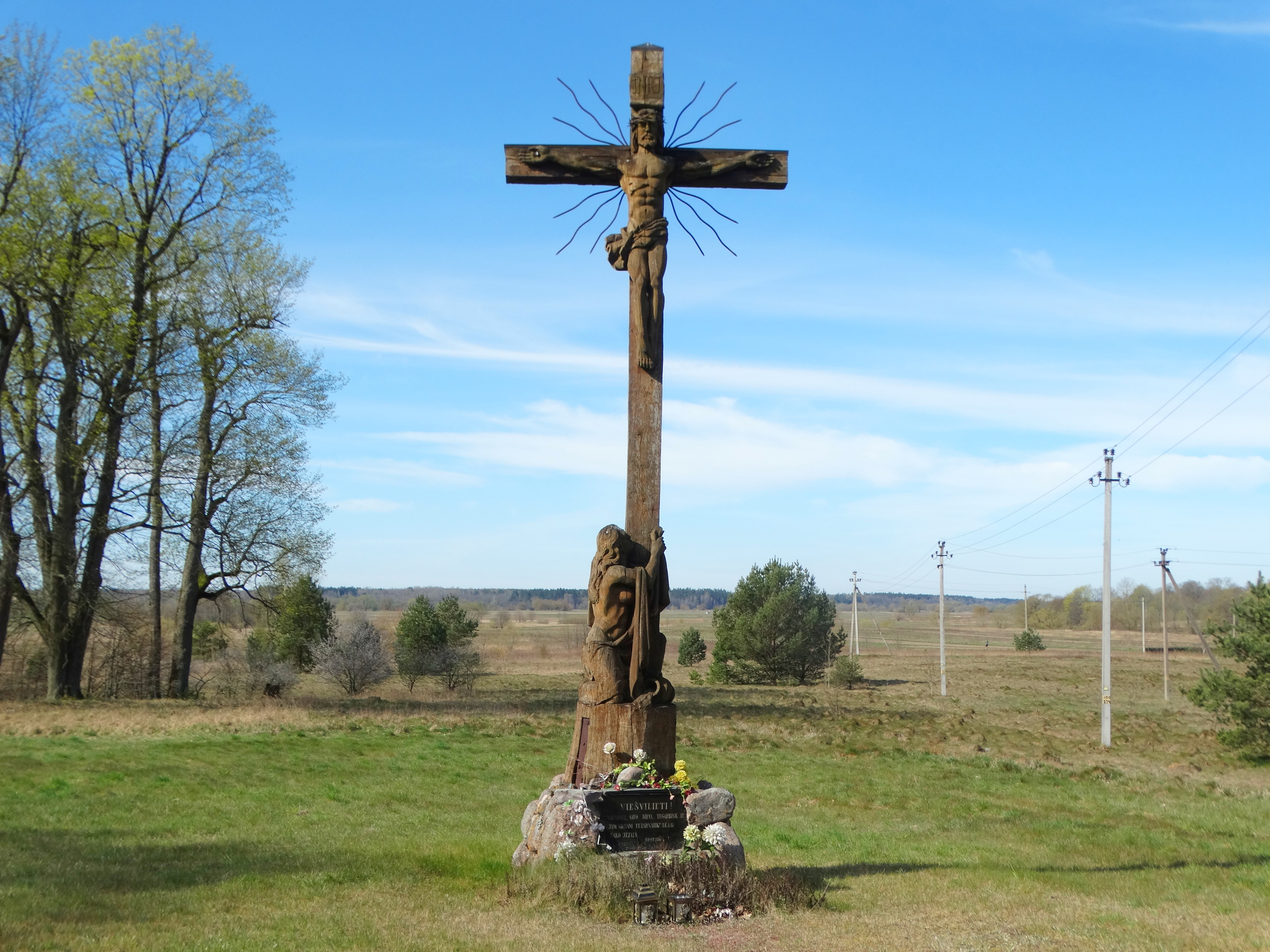
Kříž
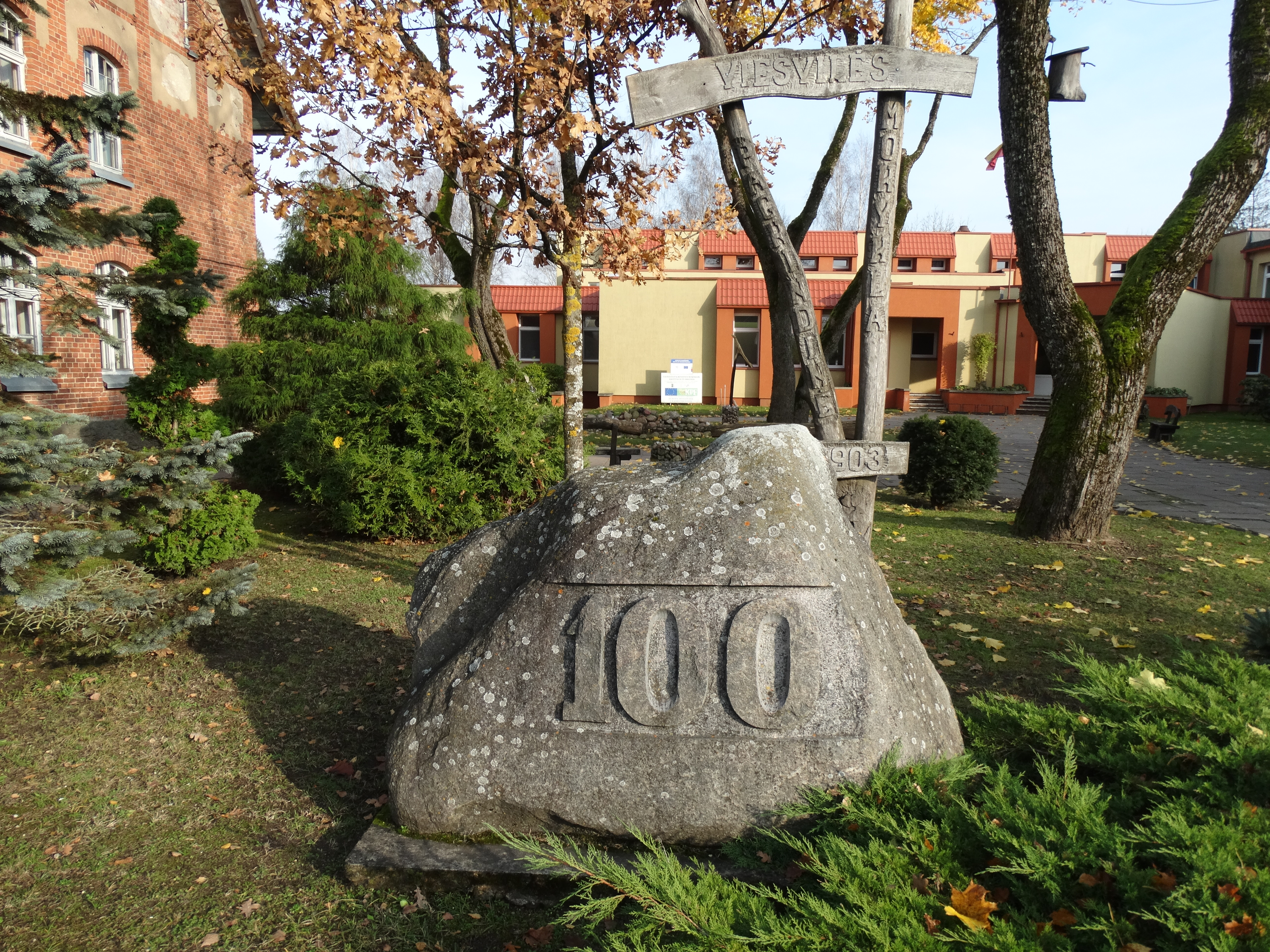
Pamětní kámen u školy
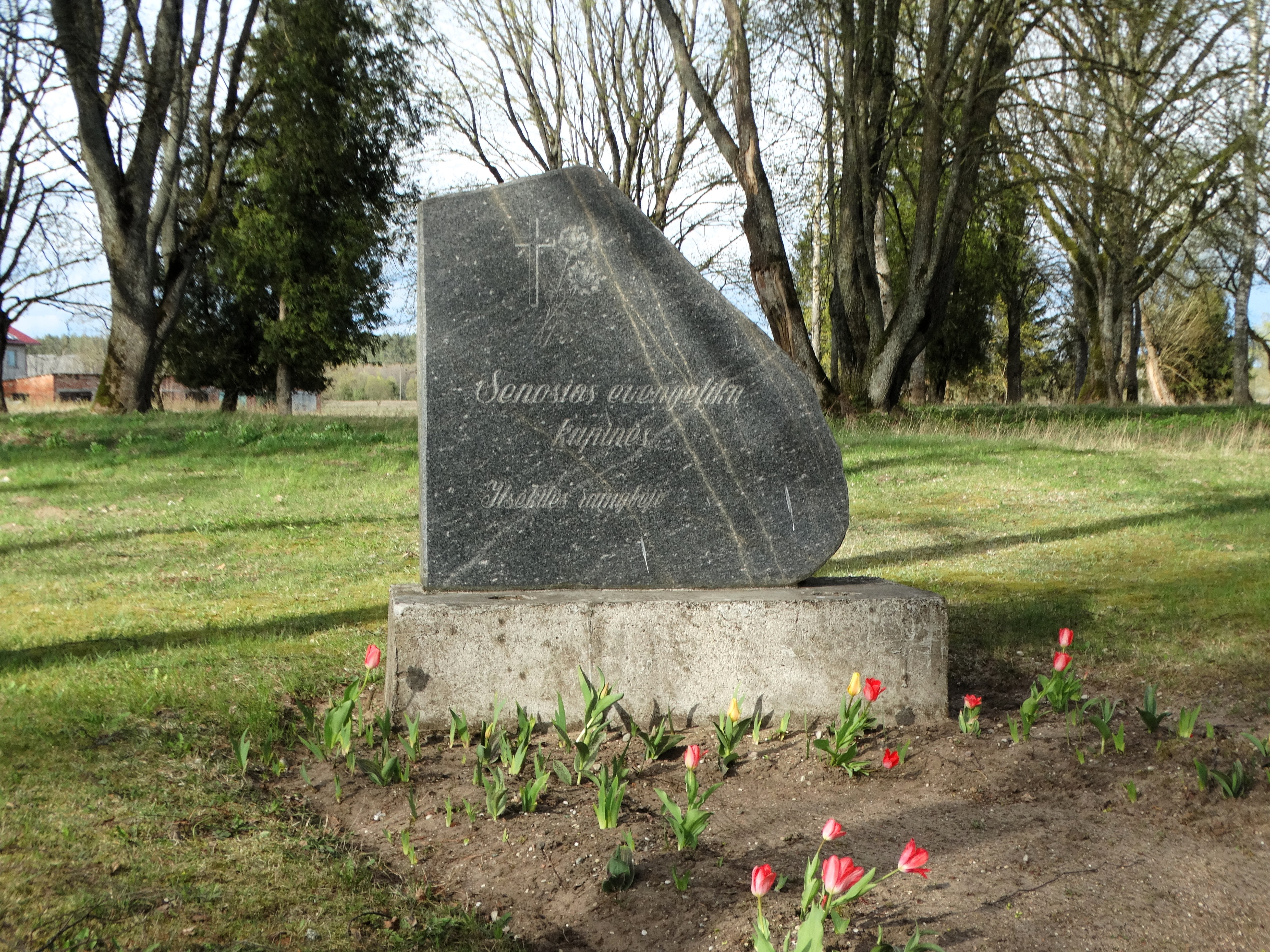
Luteránský hřbitov